# Йордан Мутафчиев
Йордан Жеков Мутафчиев е български офицер и политик.
Той е висш офицер от Българската армия с военно звание армейски генерал. Министър на отбраната в:
- 80-о правителство на България, оглавявано от Андрей Луканов,
- 81-вото правителство на България, оглавявано от Димитър Попов.

Съучредител на Обединението на българските националисти „Целокупна България“. Кандидат за вицепрезидент в двойка с проф. Григор Велев на президентските избори през 2006 г., когато на първия тур събират 19 857 гласа (0,714%).
Водоснабдява село Бяла вода.

## Биография
Професионална кариера
Образование:
- Завършва през 1958 г. Търговската гимназия в Бургас.
- Народно военно училище „Васил Левски“ във Велико Търново – завършва тригодишния курс през 1961 г. – специалност – танкист – строеви
- Военна академия „М. В. Фрунзе“, Москва – завършва тригодишния курс (с отличие) през 1976 г.
- Висша Военна академия „Ворошилов“ на Генералния щаб на Въоръжените сили на СССР, Москва – завършва двугодишния курс през 1984 г.

На 27 декември 1989 г. е освободен от длъжността командващ армия и назначен за заместник-министър на народната отбрана.
От 1961 до 1993 г. служи като офицер в Българската армия:
- 1961 – 1973 г – офицер в 24-та танкова бригада, гр. Айтос – командир на взвод, рота, заместник началник-щаб на батальон
- 1973 – 1976 г – Военна академия „М. В. Фрунзе“, Москва – завършва тригодишния курс (с отличие)
- 1976 – 1978 г – офицер в оперативния отдел на 7-а мотострелкова дивизия, и началник на щаба на 33-ти пехотен полк в Звездец
- 1978 – 1980 г – командир 33-ти пехотен полк в Звездец
- 1980 – 1982 г – началник-щаб на 24-та танковата бригада в Айтос
- 1982 – 1984 г – Завършва Висшата Военна академия „Ворошилов“ на Генералния щаб на Въоръжените сили на СССР, Москва
- 1984 – 1985 г – началник-щаб на съединение (7-а мотострелкова дивизия) в Ямбол
- 1985 – 1986 г – командир на съединение (7-а мотострелкова дивизия) в Ямбол
- 1986 – 1987 г – началник-щаб на III армия в Сливен
- 1987 – 1989 г – командващ III армия в Сливен

Политическа кариера
През декември 1989 е назначен за заместник-министър на отбраната. На 22 ноември 1990 г. е избран за министър на отбраната във второто правителство на Андрей Луканов, като заема поста и в правителството на Димитър Попов до 8 ноември 1991 г.
Докато е министър на отбраната, е приет Законът за изменение и допълнение на Закона за политическите партии (известен като Закон за деполитизацията на въоръжените сили). Като военен министър допринася за изготвянето на нова нормативна уредба по отбранителното строителство, внесени са в Министерския съвет редица проекти на документи, сред които Законът за отбраната и въоръжените сили, нова военна доктрина и други нормативни актове, регламентиращи структурата, дейността и състоянието на Българската армия в новите условия, особено след разпадането на Организацията на Варшавския договор. Участвал в като член на правителствена делегация в Конференцията по безопасност и сътрудничество на Европа в Париж.
На 22 август 1991 г. докато на длъжността Министър на Отбраната, му е присвоено звание армейски генерал, връчено му е военно отличие „Маршалска звезда“ за армейски генерал
От 8 ноември 1991 г. до 1 февруари 1993 г. заема военизираната длъжност „главен инспектор на Въоръжените сили“ и демонстративно не става при влизането на носещия по-ниското звание генерал-полковник началник на ГЩ Любен Петров на заседанията (който е повишен звание Армейски генерал едва на 1 февруари 1993 г. при излизането в запас на Мутафчиев)
На 1 февруари 1993 г. е уволнен от действителна служба и преминава в запас.
Преминава 3 месечни дипломатически курсове към дипломатическия институт.
От юни 1993 до юли 1997 г. е посланик на Република България в гр. Пхенян, Северна Корея.
Снет от запаса през 2005 г. по пределна възраст 65 г.
Съучредител на Обединението на българските националисти „Целокупна България“, основано на 3 март 2006 г. На учредителното събрание е избран за заместник-председател на Националния изпълнителен съвет. На 22 юли 2006 г. Националният политически съвет на ОБН „Целокупна България“ издига кандидатурата му за вицепрезидент заедно с кандидат-президента проф. д-р Григор Велев.
На 1 ноември 2008 г. става заместник-председател. През 2009 г. с други 500 офицери от резерва учредява нова политическа партия с името „Възраждане на Отечеството“. На парламентарните избори са получени гласове 1874, с относителен дял 0.04%
о.з. армейски генерал Мутафчиев почива на 24 май 2015 г.

## Военни звания
- младши лейтенант – 1 септември 1961
- лейтенант – 2 септември 1963
- старши лейтенант – 12 октомври 1966
- капитан – 29 септември 1971
- майор – 24 юли 1976
- подполковник – 5 септември 1981
- полковник – 2 октомври 1985
- генерал-майор – 7 септември 1986
- генерал-лейтенант – 8 септември 1988
- генерал-полковник – 6 септември 1990
- армейски генерал – 22 август 1991[4]

| Резултати от президентските избори в България на 22/29 октомври 2006 година | Резултати от президентските избори в България на 22/29 октомври 2006 година | Резултати от президентските избори в България на 22/29 октомври 2006 година | Резултати от президентските избори в България на 22/29 октомври 2006 година | Резултати от президентските избори в България на 22/29 октомври 2006 година | Резултати от президентските избори в България на 22/29 октомври 2006 година | Резултати от президентските избори в България на 22/29 октомври 2006 година |
| --- | --------------------------------------------------------------------------- | --------------------------------------------------------------------------- | --------------------------------------------------------------------------- | --------------------------------------------------------------------------- | --------------------------------------------------------------------------- | --------------------------------------------------------------------------- |
| \| Кандидат-президент \| Кандидат-вицепрезидент \| Издигнати от: \| Гласове на I тур \| Процент гласове на I тур \| Гласове на II тур \| Процент гласове на II тур \| \| ------------------------------------ \| ---------------------- \| ------------------------------ \| ---------------- \| ------------------------ \| ----------------- \| ------------------------- \| \| Неделчо Беронов \| Юлиана Николова \| Инициативен комитет \| 271 078 \| 9,753% \| \| \| \| Любен Петров \| Нели Топалова \| Инициативен комитет \| 13 854 \| 0,498% \| \| \| \| Георги Първанов \| Ангел Марин \| Инициативен комитет \| 1 780 119 \| 64,047% \| 2 050 488 \| 75,948% \| \| Григор Велев \| Йордан Мутафчиев \| Целокупна България \| 19 857 \| 0,714% \| \| \| \| Петър Берон \| Стела Банкова \| Инициативен комитет \| 21 812 \| 0,785% \| \| \| \| Волен Сидеров \| Павел Шопов \| ПП „Атака“ \| 597 175 \| 21,486% \| 649 387 \| 24,052% \| \| Георги Марков \| Мария Иванова \| Ред, законност и справедливост \| 75 478 \| 2,716% \| \| \| \| Общо: \| Общо: \| Общо: \| 2 779 373 \| 2 779 373 \| 2 699 875 \| 2 699 875 \| \| Десница и център Крайно дясно Левица \| \| \| \| \| \| \| |                                                                             |                                                                             |                                                                             |                                                                             |                                                                             |                                                                             |
| Кандидат-президент | Кандидат-вицепрезидент                                                      | Издигнати от:                                                               | Гласове на I тур                                                            | Процент гласове на I тур                                                    | Гласове на II тур                                                           | Процент гласове на II тур                                                   |
| Неделчо Беронов | Юлиана Николова                                                             | Инициативен комитет                                                         | 271 078                                                                     | 9,753%                                                                      |                                                                             |                                                                             |
| Любен Петров | Нели Топалова                                                               | Инициативен комитет                                                         | 13 854                                                                      | 0,498%                                                                      |                                                                             |                                                                             |
| Георги Първанов | Ангел Марин                                                                 | Инициативен комитет                                                         | 1 780 119                                                                   | 64,047%                                                                     | 2 050 488                                                                   | 75,948%                                                                     |
| Григор Велев | Йордан Мутафчиев                                                            | Целокупна България                                                          | 19 857                                                                      | 0,714%                                                                      |                                                                             |                                                                             |
| Петър Берон | Стела Банкова                                                               | Инициативен комитет                                                         | 21 812                                                                      | 0,785%                                                                      |                                                                             |                                                                             |
| Волен Сидеров | Павел Шопов                                                                 | ПП „Атака“                                                                  | 597 175                                                                     | 21,486%                                                                     | 649 387                                                                     | 24,052%                                                                     |
| Георги Марков | Мария Иванова                                                               | Ред, законност и справедливост                                              | 75 478                                                                      | 2,716%                                                                      |                                                                             |                                                                             |
| Общо: | Общо:                                                                       | Общо:                                                                       | 2 779 373                                                                   | 2 779 373                                                                   | 2 699 875                                                                   | 2 699 875                                                                   |
| Десница и център Крайно дясно Левица |                                                                             |                                                                             |                                                                             |                                                                             |                                                                             |                                                                             |